# (100488) 1996 VS11
(100488) 1996 VS11 es un asteroide perteneciente al cinturón de asteroides, descubierto el 4 de noviembre de 1996 por el equipo del Spacewatch desde el Observatorio Nacional de Kitt Peak, Arizona, Estados Unidos.

## Designación y nombre
Designado provisionalmente como 1996 VS11.

## Características orbitales
1996 VS11 está situado a una distancia media del Sol de 2,772 ua, pudiendo alejarse hasta 3,214 ua y acercarse hasta 2,331 ua. Su excentricidad es 0,159 y la inclinación orbital 11,32 grados. Emplea 1686 días en completar una órbita alrededor del Sol.

## Características físicas
La magnitud absoluta de 1996 VS11 es 15,1. Tiene 3,634 km de diámetro y su albedo se estima en 0,122.